# ポッ拳 POKKÉN TOURNAMENT

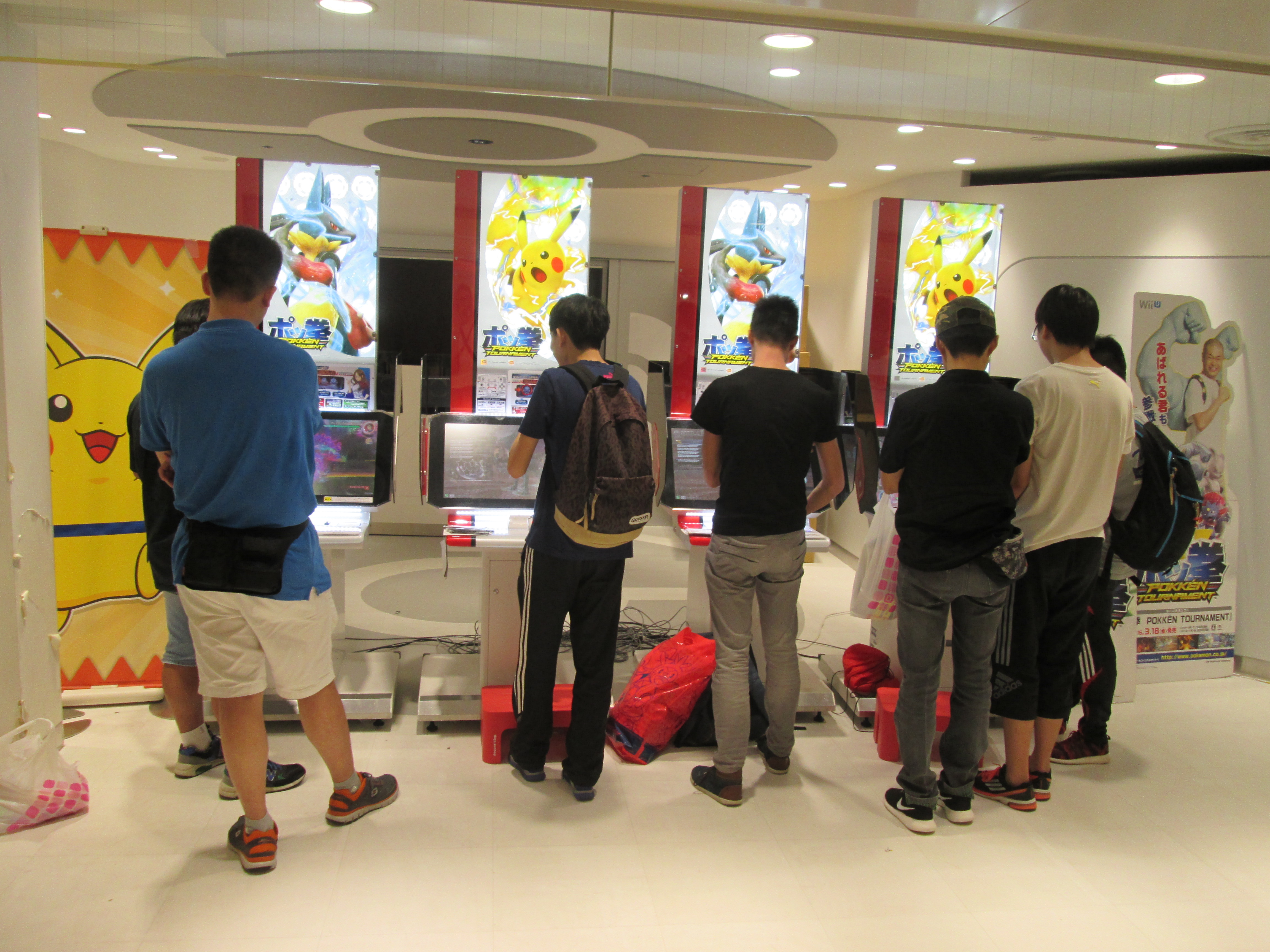
アーケード版を遊ぶ人々。サンシャインシティにて撮影。

『ポッ拳 POKKÉN TOURNAMENT』（ポッけん ポッケン トーナメント）は、2015年7月16日に稼働開始したアーケードゲーム。

## 概要
ポケットモンスターシリーズと鉄拳シリーズのコラボレーションである本作は、バンダイナムコゲームスが鉄拳シリーズで培ってきたノウハウを活かした対戦アクションゲームとなっている。
キャッチコピーは「大人のポケモンの闘い（バトル）が、始まる。」であり、大人になった20代もターゲットとし本格的なやりごたえのあるゲームに仕上げるという。制作陣は現実にポケモンが居たらどのようなものかを考え、リアルさを追求したグラフィックとなった。
2019年3月25日をもってアーケード版のオンラインサービスが終了となった。。
2016年3月18日にWii U版が発売された。初回生産特典はダークミュウツーがすぐに使用できるようになる「amiiboカード ダークミュウツー」。Wii Uとセットになった「Wii U ポッ拳 POKKÉN TOURNAMENT セット」や任天堂ライセンス商品として「『ポッ拳』専用コントローラー for Wii U」（発売：HORI）も同日に発売。
Wii U版において追加コンテンツの配信予定はないとされている。
2017年9月22日にNintendo Switch版『ポッ拳 POKKÉN TOURNAMENT DX』（ポッけん ポッケン トーナメント デラックス）が発売された。TVモードでは、コントローラーは『ポッ拳』専用コントローラー for Wii Uを流用可能である。

## 世界観
本作の舞台は「フェルム地方」で、「共鳴石」という石が人間とポケモンをつないでいる世界である。フェルム地方では1対1で行う独自のポケモンバトル「フェルムバトル」が行われており、かつては人間とポケモンの絆を確かめる儀式だったが、現在では共鳴の強さを競うフェルム地方全土で行われるスポーツになっている。また、トレーナーたちは共鳴石が組み込まれたバトルグラスを使用している。

## システム
ルール
ポケモンが1対1で戦う対戦形式で、3戦中先に2勝したプレイヤーの勝ちとなる。ポケモンの体力がゼロになると負けになり、タイムアップ時には体力の割合で勝敗が決する。
コントローラー
多くの業務用格闘ゲームの筐体が分離型ジョイスティックを採用しているのに対し、本作では家庭用ゲーム機のコントローラを模したコントローラが採用されている。コントローラ右側にあるXボタンに強攻撃、Yボタンに弱攻撃（フィールドフェイズ時は飛び道具）、Bボタンにジャンプ、Aボタンにポケモン技がそれぞれ割り振られている。コントローラ左側にある十字ボタンはキャラクターの移動の他にも、Aボタンと組み合わせることにより、様々なポケモン技を発生させることができる。
Wii U版ではアーケード版と同型の「『ポッ拳』専用コントローラー for Wii U」のほか、Wii U GamePad、Wii U PROコントローラー、クラシックコントローラ PRO、Wiiリモコン+ヌンチャクが使用可能。
フェイズ
本作のバトルは「フィールドフェイズ」と「デュエルフェイズ」の2つのフェイズを移行しながら進行する。基本はフィールドフェイズだが、特定の攻撃を当てるとデュエルフェイズに交代する。
フィールドフェイズ
フィールドを自由に動ける3Dバトルのフェイズ。遠距離戦に重きが置かれているほか、フィールドには共鳴エネルギーが落ちており、回収することも可能。
デュエルフェイズ
近距離攻撃による激しい攻防が可能な2Dバトルのフェイズ。十字ボタンの左右が前後の移動に割り当てられ、上下ボタンとボタンの組み合わせで多彩な攻撃が可能になる。

共鳴バースト
一定時間ポケモンの攻撃力、防御力が強化され、体力が回復するパワーアップ状態。共鳴エネルギーを獲得したり、フェイズチェンジを起こすことで画面左下にある「共鳴ゲージ」が貯まり、最大まで貯まると任意で発動できる。共鳴バースト中には大技「バーストアタック」を1度だけ使用できる。共鳴ゲージの貯まり方やバーストアタックはポケモンによって異なる。
ガード
敵の攻撃を防ぐ(ガード状態でも少しダメージを受ける。また、ダメージを受けすぎると、「ガードクラッシュ」となり、ガードが壊れてしばらくガードできなくなる)。ただし、つかみ攻撃には破られる。ガード技には上段・下段の区別などは存在しない。
攻撃の3すくみ
本作には「通常攻撃」「つかみ攻撃」「ブロック攻撃」の3種類があり、ジャンケンのようにそれぞれに強弱がある。3すくみで勝利すると、共鳴ゲージが増加する。
このうち、「通常攻撃」は「つかみ攻撃」に強い一方、「ブロック」攻撃に弱い。また、「つかみ攻撃」は「ブロック攻撃」に強く、ガードをしている相手にも有効である。反撃である「ブロック攻撃」は、通常攻撃に強いという利点があるが、威力が高い攻撃では、「ブロック貫通」となり、ダメージを受けてしまう。

サポートポケモン
サポートポケモンは対戦開始前に最大3つの組み合わせのポケモンから選択し、試合中にサポートゲージが貯まった際に召喚可能となる。ラウンド間の作戦タイムでは、ニアが応援に来て、共鳴ゲージの強化を行ったり、サポートゲージを満タンにしてくれる。

### アーケード版
アーケード版の対戦モードには、オンライン対戦の「全国対戦」、CPUとの対戦である「シングルプレイ」、同じ店内のプレイヤーと対戦する「店内対戦」がある。
このうち、全国対戦以外の対戦モードは1戦目の勝敗にかかわらず2戦プレイできる。

#### バナパスポートカード
ALL.Netのバナパスポートカードにも対応しており、下記のようなプレイヤーデータの保存など様々な特典がある。
スキルレベルアップ
バトルしたポケモンはスキル経験値が貯まり、一定数貯まりレベルアップすると「攻撃スキル」「防御スキル」「共鳴スキル」「戦略スキル」のいずれかのスキルを強化できる。
ポケゴールド（PG）
バトル後に貰えるゲーム内通貨で、ポッ拳連動WEBで使用ができる。

#### ポッ拳連動WEB
バナパスポートカードが登録できるWebページで、戦績の閲覧やアイテムの受け取りなど様々な機能が使用できる。利用券を購入することですることでプレミアム会員になることができ、一部機能はプレミアム会員でないと使用できない。
POKÉMON SETTING
バトルポケモンのスキル振り直しや、サポートポケモンの選択ができる。
TRAINER SETTING
バトルトレーナー（アバター）の外見や、ゲーム中にアドバイスをくれるナビトレーナーの衣装や応援スキルを変更できる。
PLAYER INFORMATION
自分のランキングや戦績が閲覧できる。

### Wii U版
マイタウン
戦績の確認やバトルトレーナー・ポケモン・ナビトレーナーなど各種設定ができる。
フェルムリーグ
1人用モード。公式リーグに参加し優勝を目指す。「リーグマッチ」は順位の近い5人のトレーナーと戦い、結果によって順位が変動し、8位以内に入ると「トーナメント」に出場可能になる。トーナメントで1位になるとリーグマスターとバトルができる「昇格試験」が受られ、勝利すると上位のリーグに昇格できる。
また、ダークミュウツーの謎に迫るストーリーも挿入される。
オンラインバトル
インターネットを利用し世界中のプレイヤーと対戦ができる。勝敗で変動するランクを競う「ランクマッチ」と成績がランキングに反映されない「フレンドリーマッチ」の2種類がある。
シングルバトル
CPUと対戦するモード。通常バトルのほか、体力回復などの効果があるランダムボックスの出現する「エクストラバトル」がある。
ローカルバトル
Wii U GamePadやLAN接続を用いて2人対戦をするモード。シングルバトル同様「エクストラバトル」も可能。
プラクティス
トレーニングモード。課題形式でバトルを学ぶ「チュートリアル」、自由に練習できる「フリートレーニング」、アクションを順番に練習する「アクション道場」、コンボを練習する「コンボ道場」がある。

## 登場ポケモン

### バトルポケモン
- ルカリオ[27]
- ピカチュウ[27]
- スイクン[27]
- カイリキー[27]
- サーナイト[27]
- ゲンガー[27]
- リザードン[27]
- マニューラ[27]
- バシャーモ[27]
- マスクド・ピカチュウ[28]
- ジュカイン[29]
- シャンデラ[30]
- ガブリアス[30]
- テールナー[30]
- ミュウツー[31]
- ダークミュウツー[15]
- ダークライ
- ハッサム
- グレッグル
- エンペルト
- ジュナイパー[32]
- ギルガルド[33]
- カメックス[33]

### サポートポケモン
- エモンガ&フォッコ[34]
- ツタージャ&ラプラス[34]
- ゲコガシラ&イーブイ[34]
- ジラーチ&エルフーン[34]
- ロトム&トゲキッス[34]
- カイリュー&ビクティニ[34]
- ムウマージ&キュウコン[注 2][35]
- カモネギ&マルマイン[29]
- パチリス&コイキング[34]
- グレッグル&ニンフィア[34]
- エーフィ&ブラッキー[34]
- レアコイル&ヌオー[34]
- カラカラ&ディグダ[34]
- イベルタル&ラティオス[34]
- レシラム&クレセリア[34]
- ニャビー&アシマリ[32]
- メガレックウザ&ミミッキュ[33]
- ミュウ&セレビィ[33]

## 登場人物
- ニア（声 - 井上麻里奈/Ananda Jacobs）
- アン（声 - 石川由依/Jenny Shima）
- アリッサ（声 - 飯塚雅弓/Tomomi Shimada）
- グレン（声 - 佐藤健輔/Charles Glover）
- トラヴィス（声 - 新垣樽助/Michael Wattley）
- キース（声 - 大隈健太/Brett Coleman）
- エリン（声 - 奈波果林/Aniella Sanchez）
- ウォルター（声 - 稲葉実/Walter Roberts）
- ノーラ（声 - 朴璐美/Rachel Walzer）
- ジェイク（声 - てらそままさき/Peter von Gomm）[36]

## 制作

### 企画
ポケモン代表の石原恒和は初期段階から『ポッ拳』というタイトルを決めていた。
鉄拳シリーズのプロデューサーである原田勝弘は、鉄拳のシステム上でポケモンバトルを行うというアイデアを石原から聞いた際、『鉄拳』のキングがポケモンにプロレス技をかけるようなゲームを想像してしまい、実現できるのかどうか疑わしく思った。やがて、原田と石原が話し合ううちに、対戦型格闘ゲームが本来持つ魅力を再定義したいという方向になった。

### 開発
企画が通った後、『ソウルキャリバー』シリーズのプロデューサーにしてポケモンファンである星野正昭をスタッフに迎え、制作が行われた。
星野はインサイドとのインタビューの中で、参戦ポケモンの選定に苦労したと振り返っており、当初はかくとうタイプに限定することも考えていたが、多様なアクションの表現が選定基準となった。たとえばシャンデラは足をもたない点が決め手となり、プレイヤーが動きを予想しにくいことから選ばれた。
開発初期はトレーナーが道具を与えるという案が存在していたが、開発スタッフからそれでは味気ないという意見が出たため、道具の代わりにサポートポケモンが導入された。サポートポケモンというシステムは、ディグダやコイキングのようにアクションを表現しにくいポケモンを参戦させるのにも役立った。
また、開発当初、制作陣の間でもタイプ（属性）による相性を入れるべきだという意見があったが、原田の「タイプの数が多すぎてゲームが複雑化するうえ、対戦アクションゲームにおいてタイプ相性は不必要である」という考えから、採用は見送られた。
普段格闘ゲームであまり遊ばない層にも受け入れてもらえるようにするため、ゲームスピードを通常の格闘ゲームよりも遅くするなどの施策が取られた一方、ピカチュウが最速風神拳を出すなど、『鉄拳』シリーズや『ソウルキャリバー』シリーズのファンでも楽しめるように作られた。

### ロケテスト
ポケモンのファンには子どもや女性もいるため、制作陣は普段ゲームセンターにあまり行かないこのような層に受け入れられてもらえるか心配していたが、ロケテストを行ったところ、女性客やカップルがたくさん来ていた。
また、この層が従来の格闘ゲーム機の筐体を見て難しいゲームと感じる可能性があったことから、営業担当者の提案で家庭用ゲーム機に似たコントローラをつけられた結果、ロケテストでこのアイデアがプレイヤーにとって良いものであることが証明される形となった。
さらに、本作のロケテストが行われた際、本作筐体周辺のプライズゲームの売り上げがあがったと原田は話している。
また、一度目のロケテストで導入された店舗間通信があまり話題にならなかったの点についても、原田は「狙い通り普段ゲームセンターに来ない人が大勢来たから」と考察している。